# ديهيدروجينيز الهوموسرين
في علم الإنزيمات ، يكون ديهيدروجيناز الهوموسرين (EC 1.1.1.3) هو إنزيم يحفز التفاعل الكيميائي
L-homoserine + NAD (P) + {\ displaystyle \ rightleftharpoons} \ rightleftharpoons L-aspartate 4-semialdehyde + NAD (P) H + H +
الركائزان الأساسيتان لهذا الإنزيم هما L-homoserine وNAD + (أو NADP +) ، في حين أن منتجاته الثلاثة هي L-aspartate 4-semialdehyde و NADH (أو NADPH) و H +.
ينتمي هذا الإنزيم إلى عائلة المؤكسدات ، وخاصة تلك التي تعمل على مجموعة CH-OH للمتبرع مع NAD + أو NADP + كمستقبل. الاسم المنهجي لفئة هذا الإنزيم هو L-homoserine: NAD (P) + oxidoreductase. تشمل الأسماء الأخرى الشائعة الاستخدام HSDH و HSD.
تحفز ديهيدروجيناز الهوموسرين الخطوة الثالثة في مسار الأسبارتات ؛ اختزال (NAD (P المعتمد على الأسبارتات بيتا سيميالديهايد في الهوموسيرين. [1] [2] الهوموسيرين هو وسيط في التخليق الحيوي للثريونين والأيزولوسين والميثيونين.
| رمز      | Homoserine_dh |
| -------- | ------------- |
| Pfam     | PF00742       |
| InterPro | IPR001342     |
| PROSITE  | PDOC00800     |
| SCOPe    | 1ebu / SUPFAM |

.

## هيكل الانزيم
يمكن العثور على الإنزيم أيضًا في شكل ثنائي الوظيفة يتكون من مجال N- محطة أسبارتوكيناز النطاقي C-terminal homoserine dehydrogenase ، كما هو موجود في البكتيريا مثل Escherichia coli وفي النباتات. [5]
يحتوي إنزيم ثنائي هيدروجيناز الأسبارتوكيناز - هوموسرين (AK-HSD) على نطاق تنظيمي يتكون من نطاقين فرعيين مع حبلا حلزوني ألفا حلقي مشترك - حلقة بيتا حلقة حلقية بيتا. يحتوي كل نطاق فرعي على نطاق ACT يسمح بتنظيم معقد للعديد من وظائف البروتين المختلفة. [5] يرمز جين جين AK-HSD إلى كيناز الأسبارتات ، وهو مجال وسيط (تشفير لمنطقة الرابط بين الإنزيمات في الشكل الثنائي الوظيفة) ، وأخيرًا تسلسل الترميز لنزعة هيدروجين الهموسيرين. [6] [7]
حتى أواخر عام 2007 ، تم حل 4 هياكل لهذه الفئة من الإنزيمات ، مع رموز انضمام PDB 1EBF ، 1EBU ، 1Q7G ، و 1 TVE.
| Homoserine dehydrogenase                 | Homoserine dehydrogenase |
| Identifiers                              | Identifiers              |
| ---------------------------------------- | ------------------------ |
| EC number                                | 1.1.1.3                  |
| CAS number                               | 9028-13-1                |
| Databases                                |                          |
| قاعدة بيانات الإنزيم العلائقية المتكاملة | IntEnz view              |
| قاعدة بيانات براونشفايغ للإنزيمات        | BRENDA entry             |
| إكسباسي                                  | NiceZyme view            |
| موسوعة كيوتو للجينات والمجينات           | KEGG entry               |
| ميتاسيك                                  | metabolic pathway        |
| ملفات للتعريف التلقائي للأيض             | profile                  |
| PDB structures                           | RCSB PDB PDBe PDBsum     |
| Gene Ontology                            | AmiGO / QuickGO          |

## آلية الإنزيم

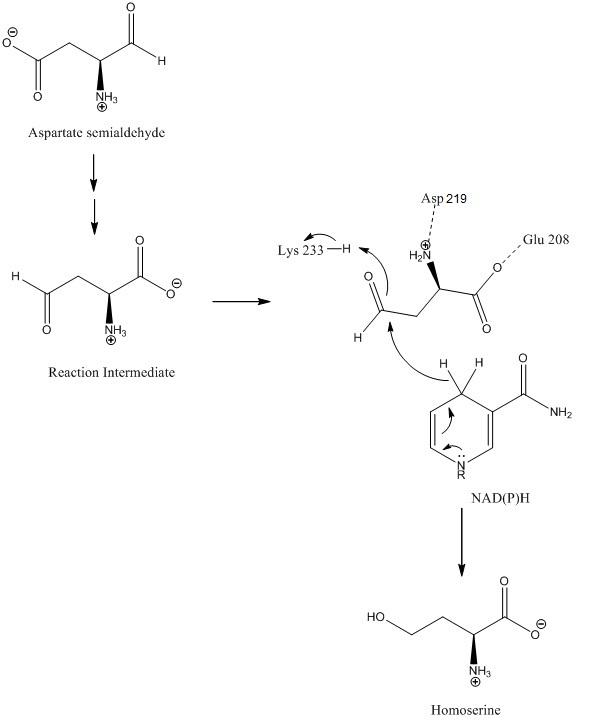
آلية تفاعل نقل هيدريد مفترضة حفزت بواسطة هيدروجين ديهيدروجينيز و NAD (P) H.

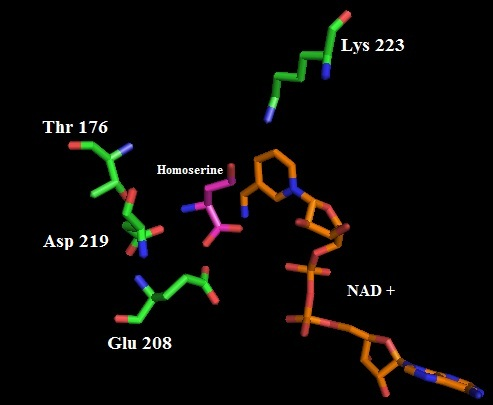
تمثيل كرتوني للموقع النشط لهيدروجين ديهيدروجينيز

يحفز ديهيدروجيناز الهوموسرين تفاعل الأسبارتات نصف الداليدي (ASA) على الهوموسيرين. يقلل التفاعل العام من المجموعة الوظيفية لحمض الكربوكسيل C4 من ASA إلى كحول أولي ويؤكسد ألدهيد C1 إلى حمض كربوكسيل. يعتقد أن بقايا Glu 208 و Lys 117 متورطتان في الموقع الحفاز النشط للإنزيم. وقد تبين أن Asp 214 و Lys 223 مهمان في نقل الهيدريد في التفاعل المحفز. [4]
بمجرد اختزال حمض الكربوكسيل C4 إلى ألدهيد وأكسيد الألفهيد C1 إلى حمض كربوكسيل ، تشير التجارب إلى أن Asp 219 ، Glu 208 وجزيء ماء يرتبط ASA في الموقع النشط بينما Lys 223 يتبرع بروتون إلى الأسبارتات-سيميالدهيد الأكسجين C4. يحتوي dehydrogenase Homoserine على عامل مساعد NAD (P) H ، ثم يتبرع بهيدروجين إلى نفس الكربون ، مما يقلل الألدهيد بشكل فعال إلى كحول. (راجع الشكلين 1 و 2).
ومع ذلك ، لا تزال الآلية الدقيقة لحفز هيدروجين ديهيدروجيناز الكامل غير معروفة. [4]
تم افتراض أن تفاعل الهموسرين المحفز لنزعة الهيدروجين للمضي قدمًا من خلال آلية حركية ثنائية ثنائية ، حيث يرتبط العامل المساعد NAD (P) H بالإنزيم أولاً وهو الأخير الذي ينفصل عن الإنزيم بمجرد اكتمال التفاعل. [6] [ 8] بالإضافة إلى ذلك ، في حين أن كل من NADH و NADPH عوامل مساعدة كافية للتفاعل ، يفضل NADH. إن كم التفاعل أصغر بأربع مرات مع NADH و Kcat / Km أكبر ثلاث مرات ، مما يشير إلى تفاعل أكثر كفاءة. [9]
كما يعرض الهوموسرين ديهيدروجينيز حركية متعددة الترتيب عند مستويات ثانوية من الركيزة. بالإضافة إلى ذلك ، فإن الحركية المتغيرة لنزعة هيدروجين الهوموسرين عبارة عن قطعة أثرية لتفكك أسرع لركيزة الأحماض الأمينية من مركب الإنزيم مقارنة بتفكيك العامل المساعد. [8] [10]

## الوظيفة البيولوجية
يشارك مسار التمثيل الغذائي للأسبارتات في كل من تخزين الأسباراجين وتركيب الأحماض الأمينية من عائلة الأسبارتات. يحفز هيدروزين ديهيدروجينيز خطوة وسيطة في مسار تخزين واستخدام النيتروجين والكربون. [12]
في كائنات التمثيل الضوئي ، يتراكم الجلوتامين والغلوتامات والأسبارت خلال النهار ويتم استخدامها لتوليف الأحماض الأمينية الأخرى. في الليل ، يتم تحويل الأسبارتات إلى أسبراجين للتخزين. بالإضافة إلى ذلك ، يتم التعبير عن جين الأسبارتات كيناز-هوموسرين ديهيدروجينيز في المقام الأول في أنسجة النباتات الشابة النامية بنشاط ، خاصة في الميرستيم القمي والجانبي.
تفتقر الثدييات إلى الإنزيمات المشاركة في مسار التمثيل الغذائي الأسبارتاتي ، بما في ذلك ديهيدروجيناز الهوموسيرين. يتم تصنيع اللايسين والثيريونين والميثيونين والأيزولوسين في هذا المسار ، وتعتبر الأحماض الأمينية الأساسية للثدييات. [6]

## التنظيم البيولوجي

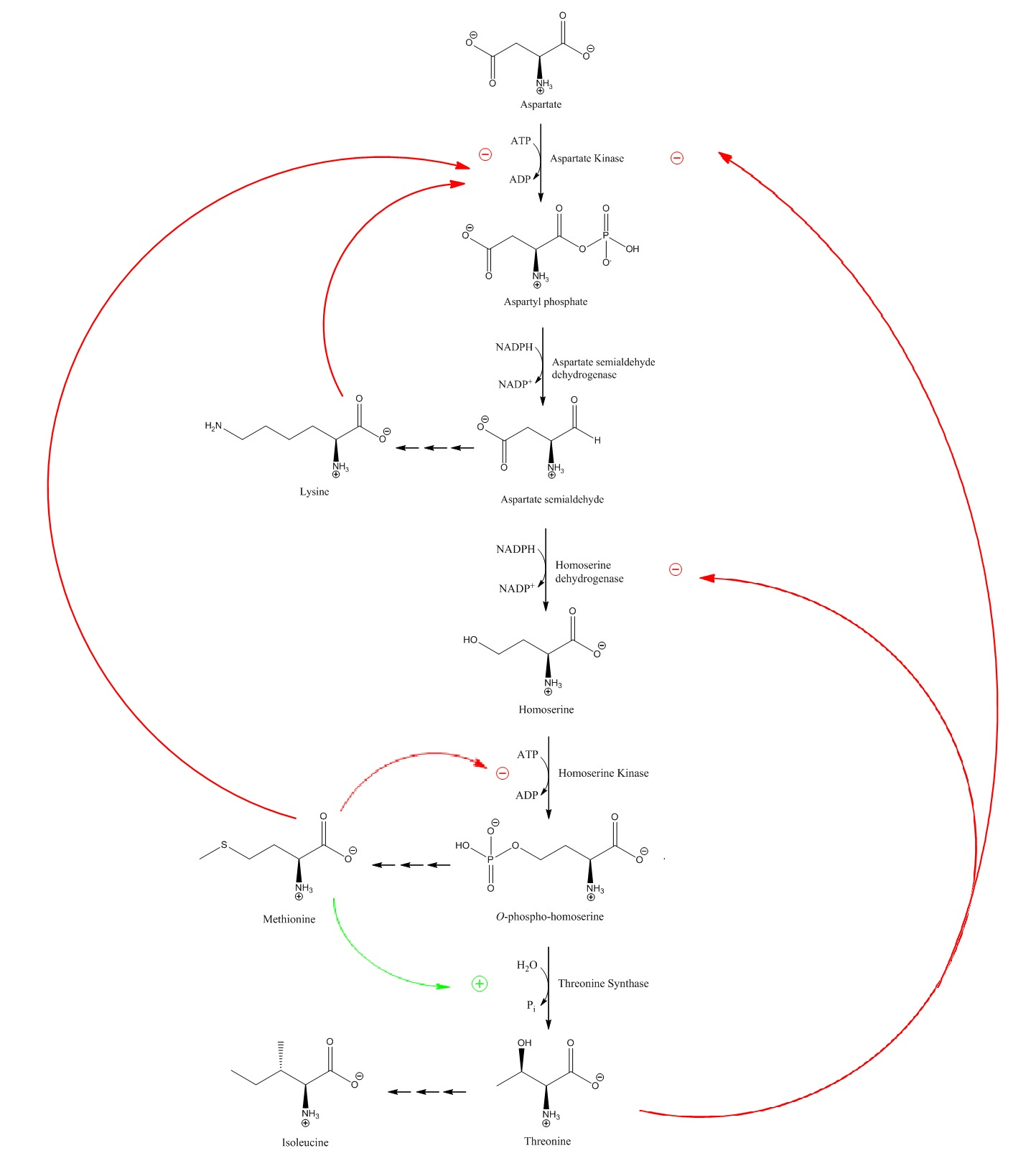
هيدروسيرين ديهيدروجينيز هو إنزيم يشارك في مسار التخليق الحيوي للعديد من الأحماض الأمينية الرئيسية. يتم تنظيمه بشكل سلبي بواسطة الثريونين ، والمسار يخضع لتنظيم إضافي.

يخضع هيدروسرين ديهيدروجينيز وكيناز الأسبارتات لتنظيم كبير (راجع الشكل). يتم تثبيط HSD من خلال المنتجات النهائية لمسار التمثيل الغذائي الأسبارتاتي ، وبشكل رئيسي ثريونين. يعمل الثريونين كمثبط تنافسي لكل من HSD وكيناز الأسبارتات. في AK-HSD للتعبير عن الكائنات الحية ، تم العثور على أحد مواقع الارتباط للثريونين في منطقة الرابط بين AK و HSD ، مما يشير إلى تثبيط محتمل للتأكسد لكلا الإنزيمين. [6]
ومع ذلك ، توجد بعض أشكال HSD المقاومة للثريونين التي تتطلب تركيزات من الثريونين أكبر بكثير من الموجودة فيزيولوجيًا للتثبيط. تُستخدم هذه الأشكال غير الحساسة للثريونين من HSD في النباتات المهندسة وراثيًا لزيادة إنتاج الثريونين والميثيونين لقيمة غذائية أعلى. [6]
يخضع ديهيدروجيناز الهوموسرين أيضًا لتنظيم النسخ. يحتوي تسلسل المروج الخاص به على عنصر TGACTC لعنصر CIS ، والذي يُعرف أنه متورط في مسارات تصنيع حيوي أخرى للحمض الأميني. العنصر التنظيمي Opaque2 متورط أيضًا في تنظيم الهيدروجين ديهيدروجينيز ، لكن آثاره لا تزال غير محددة جيدًا. [7]
في النباتات ، هناك أيضًا تنظيم بيئي للتعبير الجيني AK-HSD. وقد ثبت أن التعرض للضوء يزيد من التعبير عن الجين AK-HSD ، الذي يفترض أنه مرتبط بعملية التمثيل الضوئي. [12] [13]

## صلة المرض
في البشر ، كانت هناك زيادة كبيرة في الأمراض الناجمة عن الفطريات المسببة للأمراض ، لذلك فإن تطوير الأدوية المضادة للفطريات مهمة كيميائية حيوية مهمة. كما أن ديهيدروجيناز الهوموسرين موجود بشكل رئيسي في النباتات والبكتيريا والخميرة ، ولكن ليس من الثدييات ، فهو هدف قوي لتطوير الأدوية المضادة للفطريات. في الآونة الأخيرة ، تم اكتشاف 5-hydroxy-4-oxonorvaline (HON) لاستهداف ومنع نشاط HSD بشكل لا رجعة فيه. يشبه HON هيكليًا الأسبارتات سيميالديهايد ، لذلك من المفترض أنه يعمل كمثبط تنافسي لـ HSD. وبالمثل ، (S)
(2-amino-4-oxo-5-hydroxypentanoic acid (RI-331) ، وهو نظير آخر من الأحماض الأمينية ، ثبت أنه يثبط HSD. [16] كل من هذه المركبات فعالة ضد Cryptococcus neoformans و Cladosporium fulvum ، من بين آخرين.
بالإضافة إلى نظائر الأحماض الأمينية ، فقد ثبت أن العديد من المركبات الفينولية تمنع نشاط HSD. مثل HON و RI-331 ، تعد هذه الجزيئات مثبطات تنافسية ترتبط بالموقع النشط للإنزيم. على وجه التحديد ، تتفاعل مجموعة هيدروكسيل الفينول مع موقع ربط الأحماض الأمينية. [15] [18]